# Rupert Grint
Rupert Grint (* 24. srpna 1988 Harlow) je anglický herec, známý především rolí Rona Weasleyho, z filmové série Harry Potter.
Narodil se v Harlow, v Essexu, jako nejstarší z pěti sourozenců. Má bratra Jamese (nar.1990) a tři sestry Georginu (1993), Samanthu (1996) a Charlotte (1998).
Role ve filmu Harry Potter a Kámen mudrců byla jeho první role v profesionálním herectví, předtím hrál pouze ve školních hrách. Tento film a i další filmy ze série Harry Potter mu vynesly nominaci britského The Critics' Circle na cenu Best Newcomer. Do role Rona byl obsazen ve věku 11 let a od roku 2001 do roku 2011, hrál ve všech osmi filmech Harryho Pottera (resp. sedmi – sedmý díl je rozdělen na dva) po boku hlavních hrdinů Daniela Radcliffa a Emmy Watsonové.
Počínaje rokem 2002 začal hrát i ve filmech mimo potterovskou sérii. Jeho první odlišné angažmá bylo v komedii Prďoši (Thunderpants) jako Alan A. Allen. Zahrál si také hlavní roli ve filmu Lekce řízení (Driving lessons) v roce 2002 a Cherrybomb (2010). Hrál po boku Billa Nighy a Emily Bluntové ve filmu Wild Target (komedie). Jeho první projekt po ukončení série Harry Potter je Soudruh. Roku 2011 si zahrál v klipu písničky „Lego House“ od Eda Sheerana.

## Osobní život
Od roku 2011 chodí s herečkou Georgiou Groome. V dubnu 2020 oznámili, že čekají prvního potomka. Dcera Wednesday se jim narodila v květnu 2020.
Během pandemie prasečí chřipky, která trvala od roku 2009 do roku 2010 Rupert onemocněl , ale měl jen mírný průběh nemoci.
V roce 2012 se stal součástí londýnských olympijských her, když se zapojil do olympijské štafety a pochodeň přenesl po trase z města Hendonu v severozápadním Londýně až k Middlesexské univerzitě.
Grint se připojil na Instagram v listopadu 2020 a překonal zároveň i rekord, když získal milion sledujících uživatelů za pouhé čtyři hodiny a jednu minutu.
Je fanouškem klubu Tottenham Hotspur.

### Filantropie
Grint se angažuje v různých charitativních organizacích. Daroval např. jeho oblečení na různé charitativní aukce a také se v roce 2010 zúčastnil automobilové soutěže Wacky Rally, která získala peníze pro britský institut Royal National Lifeboat Institution. Byl jedním ze 40 účastníků, kteří přišli s různými návrhy pro sbírku Chrysalis Collection pro hospic Keech Hospice Care v Lutonu. Namaloval pro tuto sbírku motýla, který byl poté vydražen v březnu 2010 na eBay. V květnu 2011 se Grint spolu s dalšími celebritami zúčastnil reklamní kampaně s názvem „Make Mine Milk“ na propagaci denní konzumace mléka. Jeho reklamy bylo možné vidět po stranách tisíců autobusů a plakátů po celé Velké Británii.
Od roku 2011 podporuje Grint ocenění Little Star (Malá hvězda), což je ocenění udílené společností ve Velké Británii, která se zabývá výzkumem rakoviny. Okomentoval to slovy: „Myslím, že je úžasné, že tato společnost pomáhá vnést trochu kouzla do života dětí tímto způsobem.“

## Filmografie

### Filmy
| Rok  | Název                                  | Role             | Poznámky            |
| ---- | -------------------------------------- | ---------------- | ------------------- |
| 2001 | Harry Potter a Kámen mudrců            | Ronald Weasley   |                     |
| 2002 | Harry Potter a Tajemná komnata         | Ronald Weasley   |                     |
| 2002 | Prďoši                                 | Alan A. Allen    |                     |
| 2004 | Harry Potter a vězeň z Azkabanu        | Ronald Weasley   |                     |
| 2005 | Harry Potter a Ohnivý pohár            | Ronald Weasley   |                     |
| 2006 | Lekce řízení                           | Ben Marshall     |                     |
| 2007 | Harry Potter a Fénixův řád             | Ronald Weasley   |                     |
| 2009 | Harry Potter a Princ dvojí krve        | Ronald Weasley   |                     |
| 2010 | Harry Potter a Relikvie smrti – část 1 | Ronald Weasley   |                     |
| 2010 | Cherrybomb                             | Malachy McKinney |                     |
| 2010 | Neřízená střela                        | Tony             |                     |
| 2011 | Harry Potter a Relikvie smrti – část 2 | Ronald Weasley   |                     |
| 2012 | Kříž cti                               | Robert Smith     |                     |
| 2013 | Hurá na fotbal                         | Amado            | anglický dabing     |
| 2013 | Charlie musí zemířt                    | Karl             |                     |
| 2013 | CBGB: Kolébka punku                    | Cheetah Chrome   |                     |
| 2014 | Instruments of Darkness                | Rosse            |                     |
| 2014 | Pošťák Pat                             | Josh (hlas)      |                     |
| 2014 | Moonwalkers                            | Johny            |                     |
| 2017 | Snatch: Time Heist                     | Charlie          | krátkometrážní film |
| 2024 | Někdo klepe na dveře                   | Redmond          |                     |

### Televize
| Rok       | Název                                 | Role                   | Poznámky               |
| --------- | ------------------------------------- | ---------------------- | ---------------------- |
| 2005      | Happy Birthday Peter Pan              | Peter Pan (hlas)       | dokument               |
| 2010      | Pojďte se mnou létat                  | Sám sebe               | mockument              |
| 2012      | Americký táta                         | Liam (hlas)            | díl: „Killer Vacation“ |
| 2016      | Traceyino mimořádné zpravodajství     | Sám sebe               | díl 1.1                |
| 2017–2018 | Simulant                              | Daniel Glass           | hlavní role, 14 díl    |
| 2017–2018 | Podfu(c)k                             | Charlie Cavendish      | hlavní role, 21 dílů   |
| 2017      | Městské legendy                       | August „Gustl“ Kubizek | díl: „Umělec Adolf“    |
| 2018      | Agatha Christie: Vraždy podle abecedy | Inspektor Crome        | minisérie, 3 díly      |
| 2019–2023 | Servant                               | Julian Pearce          | hlavní role            |

### Videohry
| Rok  | Název                                  | Role               | Poznámky |
| ---- | -------------------------------------- | ------------------ | -------- |
| 2007 | Harry Potter a Ohnivý pohár            | Ron Weasley (hlas) |          |
| 2009 | Harry Potter a Princ dvojí krve        | Ron Weasley (hlas) |          |
| 2010 | Harry Potter a Relikvie smrti – část 1 | Ron Weasley (hlas) |          |
| 2011 | Harry Potter a Relikvie smrti – část 2 | Ron Weasley (hlas) |          |

### Divadlo
| Rok  | Název            | Role         | Poznámky                            |
| ---- | ---------------- | ------------ | ----------------------------------- |
| 2013 | Mojo             | Sweets       | Harold Pinter Theater, Londýn       |
| 2014 | It's Only a Play | Frank Finger | Gerald Schoenfeld Theater, Broadway |

### Hudební videa
| Rok  | Název        | Umělec     |
| ---- | ------------ | ---------- |
| 2011 | „Lego House“ | Ed Sheeran |

## Nominace a ocenění
| Rok  | Cena                                               | Kategorie                                                                                               | Film                                   | Výsledek   |
| ---- | -------------------------------------------------- | --- | -------------------------------------- | ---------- |
| 2002 | cena Satelit                                       | Vynikající nový talent                                                                                  | Harry Potter a Kámen mudrců            | Vyhrál     |
| 2002 | cena Young Artist                                  | Nejvíc slibný nováček                                                                                   | Harry Potter a Kámen mudrců            | Vyhrál     |
| 2002 | cena Young Artist                                  | Nejlepší herecké spojení v celovečerním filmu (sdíleno s Emmou Watsonovou a Tomem Feltonem)             | Harry Potter a Kámen mudrců            | Nominovaný |
| 2006 | cena MTV 2006                                      | Nejlepší tým na televizní obrazovce (sdíleno s Danielem Radcliffem a Emmou Watsonovou)                  | Harry Potter a Ohnivý pohár            | Nominovaný |
| 2007 | cena National Movie                                | Nejlepší mužský výkon                                                                                   | Harry Potter a Fénixův řád             | Nominovaný |
| 2009 | cena Portrait Choice                               | Nejlepší mužský výkon ve filmu                                                                          | Harry Potter a Princ dvojí krve        | Nominovaný |
| 2009 | cena Scream                                        | Nejlepší herec ve vedlejší roli                                                                         | Harry Potter a Princ dvojí krve        | Nominovaný |
| 2009 | cena Scream                                        | Nejlepší herecké spojení                                                                                | Harry Potter a Princ dvojí krve        | Vyhrál     |
| 2010 | cena BBC 1                                         | Nejlepší britský herec                                                                                  | Harry Potter a Princ dvojí krve        | Nominovaný |
| 2010 | cena Otto                                          | Herecká hvězda                                                                                          | Harry Potter a Princ dvojí krve        | Vyhrál     |
| 2010 | cena People's choice                               | Oblíbený herecký tým na televizních obrazovkách                                                         | Harry Potter a Princ dvojí krve        | Nominovaný |
| 2011 | cena National Movie                                | Výkon roku                                                                                              | Harry Potter a Relikvie smrti – část 1 | Nominovaný |
| 2011 | cena MTV 2011                                      | Nejlepší rvačka (sdíleno s Danielem Radcliffem, Emmou Watsonovou, Arbenem Bajraktarajem a Rodem Huntem) | Harry Potter a Relikvie smrti – část 1 | Nominovaný |
| 2011 | cena Scream                                        | Nejlepší herec ve vedlejší roli                                                                         | Harry Potter a Relikvie smrti – část 1 | Nominovaný |
| 2011 | cena BBC 1                                         | Nejlepší britský herec                                                                                  | Harry Potter a Relikvie smrti – část 2 | Vyhrál     |
| 2011 | cena IGN Summer Movie                              | Nejlepší herecké spojení                                                                                | Harry Potter a Relikvie smrti – část 2 | Nominovaný |
| 2011 | cena SD Critics Society                            | Nejlepší herecký výkon                                                                                  | Harry Potter a Relikvie smrti – část 2 | Vyhrál     |
| 2011 | cena Washington D.C. Area Film Critics Association | Nejlepší herecké spojení                                                                                | Harry Potter a Relikvie smrti – část 2 | Nominovaný |
| 2012 | cena People's Choice                               | Oblíbené herecké spojení                                                                                | Harry Potter a Relikvie smrti – část 2 | Vyhrál     |
| 2012 | cena People's Choice                               | Oblíbená herecká hvězda (pod 25 let)                                                                    | Harry Potter a Relikvie smrti – část 2 | Nominovaný |
| 2012 | cena MTV 2012                                      | Nejlepší polibek (sdíleno s Emmou Watsonovou)                                                           | Harry Potter a Relikvie smrti – část 2 | Nominovaný |
| 2012 | cena MTV 2012                                      | Nejlepší herecké obsazení (sdíleno s Danielem Radcliffem, Emmou Watsonovou a Tomem Feltonem)            | Harry Potter a Relikvie smrti – část 2 | Vyhrál     |
| 2014 | cena WhatsOnStage                                  | Nejlepší londýnský nováček roku                                                                         | divadelní hra Mojo                     | Vyhrál     |
| 2018 | cena National Film                                 | Nejlepší herec                                                                                          | seriál Podfu(ck)                       | Nominovaný |
| 2018 | cena IARA                                          | Nejlepší mladý herec                                                                                    | seriál Podfu(ck)                       | Nominovaný |